# 1980年夏季残疾人奥林匹克运动会希腊代表团
1980年夏季残疾人奥林匹克运动会希腊代表团是希腊派出的1980年夏季残疾人奥林匹克运动会代表团。获得1枚铜牌。